# 문화유산 등재 체계 목록
다음은 문화유산 등재 체계의 목록이다. 여기서 말하는 문화유산 등재 체계는 문화유산, 자연유산과 인공유산, 유형유산과 무형유산, 동적유산과 고정유산의 분류로 등재되며, 별도의 확인과 기록을 통해 문화적 가치가 충분히 있다고 여기도록 하는 등록 체계이다.

## 전 세계
- 유엔
  - 세계유산 (세계유산 목록 참고) – 유네스코. 국제 기념물 유적 협의회의 감정을 받는다.
  - 세계 중요 농업유산 체계 (GIAHS) – 식량 농업 기구.

## 아시아
- 대한민국: 문화체육관광부가 지정한다.
  - 국보와 보물
  - 천연기념물
  - 사적과 명승
  - 국가무형문화재와 국가민속문화재
  - 등록문화재

- 조선민주주의인민공화국
  - 국보와 보물
  - 조선민주주의인민공화국의 천연기념물

- 일본: 일본 문화청이 지정한다.
  - 국보
  - 중요문화재

- 중화인민공화국: 국가문물국이 지정한다.
  - 전국중점문물보호단위 (全国重点文物保护单位)
  - 항저우 시: 항저우 보존 지구·유적·건축물이 있으며 법적으로 '보존'된다. 2005년 1월 1일부터 발효된 <항저우 시의 역사지구 및 역사건축물에 관한 규정>에 따르면 역사건축물은 지어진 지 50년 이상 된 유적이나 지구에 해당되며, 역사, 과학, 예술적으로 큰 학술 가치를 가지고 있어야 한다. 항저우 시에서 사적 신고를 하려면 도시계획행정국과 부동산행정국의 심의를 받아야 한다. 2011년 6월 31일 기준으로 287개의 사적이 등록되어 있으며 총 5개의 등급으로 나뉜다.[1] 여기에 6급이 추가되어 51개의 사적지가 새로 등록될 예정이다.
  - 하얼빈 시: 하얼빈 도시농촌계획국에서 관리하는 보호건축물 등급이 있다.
  - 홍콩
    - 홍콩 법정고적목록
    - 1급·2급·3급 역사건축목록

## 유럽
- 영국 : 등록문화재 (Listed Buildings}